# Ptenopus carpi
Ptenopus carpi là một loài thằn lằn trong họ Gekkonidae. Loài này được Brain mô tả khoa học đầu tiên năm 1962.